# Raman Chibsah
Yussif Raman Chibsah (* 10. März 1993 in Accra) ist ein ghanaischer Fußballspieler.

## Karriere

### Im Verein
Chibsah kam 2009 von Bechem United nach Italien, zur US Sassuolo Calcio. Nach zwei Jahren verpflichtete Juventus Turin ihn, verkaufte ihn allerdings nach nur einem Jahr an den FC Parma. Dieser wiederum verlieh Chibsah sofort an die US Sassuolo Calcio, für die Chibsah bereits in der Jugend spielte. Nach 28 Einsätzen und zwei Toren für die Neroverdi sowie der Zweitliga-Meisterschaft in der Saison 2012/13 verpflichtete ihn Sassuolo nach Ende des Leihgeschäfts dauerhaft. Nachdem Chibsah in den folgenden beiden Spielzeiten immer weniger zum Zuge gekommen war, wurde er für die Saison 2015/16 an den Ligakonkurrenten Frosinone Calcio verliehen.
Im Sommer 2016 wurde Chibsah an Benevento Calcio verliehen, die ihn nach der Saison 2016/17 und dem Aufstieg in die Serie A fest verpflichteten und im Januar 2018 auf Leihbasis an Frosinone Calcio abgegeben. Am Saisonende wechselte er dann samt Ablösesumme zu Frosinone.
Mitte August 2019 wurde er vom türkischen Erstliganeuling Gaziantep FK verpflichtet. Nach einer Spielzeit in der Türkei schloss er sich dem Zweitligisten VfL Bochum an. Seit dem Bundesliga-Aufstieg der Bochumer 2021 bestritt Chibsah kein einziges Pflichtspiel mehr für den VfL. Im Februar 2022 löste er seinen Vertrag auf und wechselte zu Apollon Smyrnis in die griechische Super League.

### In der Nationalmannschaft
Chibsah debütierte für die Ghanaische Nationalmannschaft am 14. August 2013 im Freundschaftsspiel gegen die Türkei.

## Erfolge
- Meister der 2. Bundesliga und Aufstieg in die Bundesliga: 2021
- Italienischer Zweitligameister: 2013
- Aufstieg in die Serie A: 2017

## Einzelnachweis
1. ↑  Chibsah verlässt Bochum. In: Kicker. 2. Februar 2022, abgerufen am 4. Februar 2022.

| Personendaten    | Personendaten                              |
| ---------------- | ------------------------------------------ |
| NAME             | Chibsah, Raman                             |
| ALTERNATIVNAMEN  | Chibsah, Yussif Raman (vollständiger Name) |
| KURZBESCHREIBUNG | ghanaischer Fußballspieler                 |
| GEBURTSDATUM     | 10. März 1993                              |
| GEBURTSORT       | Accra, Ghana                               |